# 方文信
方文信（1963年6月—2013年12月5日），男，傣族，云南盈江人，中华人民共和国地方官员。西南民族学院历史专业毕业。

## 生平
1983年8月参加工作，1990年7月加入中国共产党。历任德宏州政府副秘书长、办公室副主任，德宏州环境保护局党组书记、局长，德宏州文化局党组书记、局长，中共梁河县委副书记、县长，云南省德宏职业学院院长等职。2013年，当选第十二届全国人民代表大会代表。
2013年12月5日在昆明逝世，据传在医院跳楼自杀。